# Dammen (Vitsands socken, Värmland)
Dammen är en liten våtmark runt Pukbäcken i Torsby kommun i Värmland och ingår i Göta älvs huvudavrinningsområde.